# Azurmonark
Azurmonark (Hypothymis azurea) är en vida spridd asiatisk fågel i familjen monarker inom ordningen tättingar.

## Kännetecken
Azurmonarken har ett kraftfullt blåfärgat huvud och rygg och ljust bröst. Utseendemässigt skiljer sig könen åt. Hanen har en distinkt svart hätta på huvudet och ett smalt "halvt" halsband medan honan är mindre kontrastrikt färgad, något mörkare och saknar de svarta markeringarna. Underarterna har mindre dräktskillnader och varierar i storlek.  Stjärten hålls ofta stelt och lätt spridd, påminnande om solfjäderstjärtar.

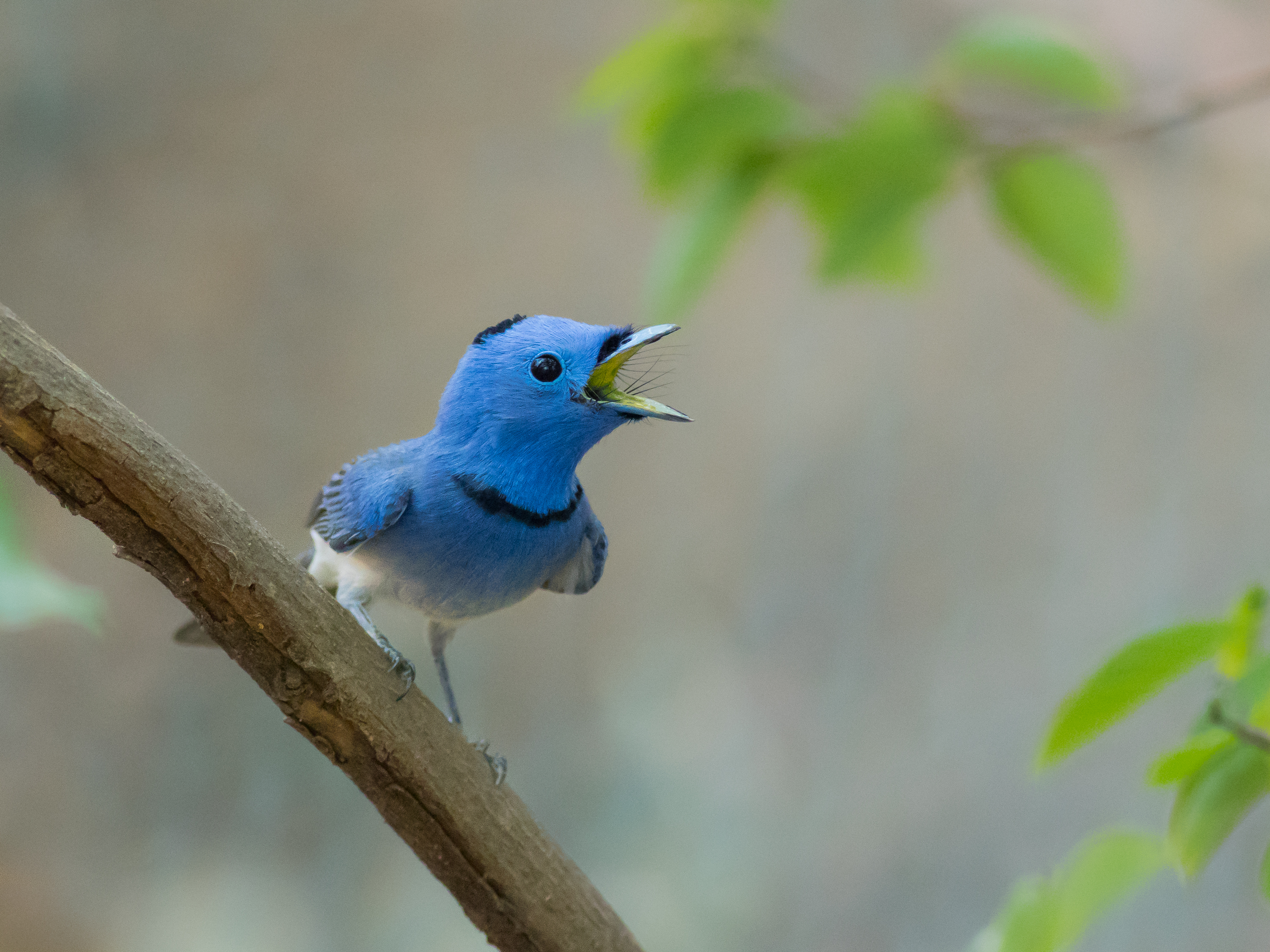

## Ekologi
Azurmonarken förekommer i vitt skilda skogsmiljöer, från städsegröna lövskogar till igenvuxna plantage, upp till 1.520 meter över havet. Den födosöker vanligtvis i de mellersta och nedre skikten. Boet är en prydlig skål som placeras i trädklykor, buskage eller bambu 0,6-9 meter över mark.

## Utbredning och systematik
Azurmonarken är vida spridd i södra, östra och sydöstra Asien, från Indien till Taiwan, Filippinerna och Indonesien. Den delas in i hela 23 underarter med följande utbredning:
- H. a. styani – Indien och Nepal till södra Kina och Indokina och i Hainan
- H. a. oberholseri – Taiwan
- H. a. forrestia – Merguiarkipelagen i södra Myanmar
- H. a. montana – norra och centrala Thailand
- H. a. galerita – thailändska halvön
- H. a. prophata – södra Thailand, Malaysia, Sumatra och Borneo
- H. a. tytleri – Andamanerna och Kokosöarna i Bengaliska viken
- H. a. ceylonensis – Sri Lanka
- H. a. idiochroa – ön Car Nicobar Island i Nikobarerna
- H. a. nicobarica – Nikobarerna
- H. a. opisthocyanea – Anambasöarna i Sydkinesiska havet
- H. a. javana – Java och Bali
- H. a. penidae – ön Nusa Penida i Små Sundaöarna
- H. a. karimatensis – Karimataöarna utanför västra Borneo
- H. a. gigantoptera – Natunaöarna i Sydkinesiska sjön
- H. a. aeria – ön Maratua utanför Borneo
- H. a. consobrina – ön Simeulue utanför Sumatra
- H. a. leucophila – Mentawaiöarna utanför Sumatra
- H. a. richmondi – ön Pulau Enggano utanför Sumatra
- H. a. abbotti – öarna Bábísm och Masia i Malaysia
- H. a. symmixta – Små Sundaöarna
- H. a. azurea – Filippinska övärlden
- H. a. catarmanensis – Camiguin Sur i södra Filippinerna¨

Underarterna javana och penidae inkluderas ofta i symmixta. Månstensmonark (H. puella) behandlades tidigare som underart till azurmonark och vissa gör det fortfarande.

## Status och hot
Arten har ett stort utbredningsområde, men tros minska i antal, dock inte tillräckligt kraftigt för att den ska betraktas som hotad. Internationella naturvårdsunionen IUCN listar arten som livskraftig (LC).  Världspopulationen har inte uppskattats men den beskrivs som vanlig och vida spridd.